# الإسلام في التبت

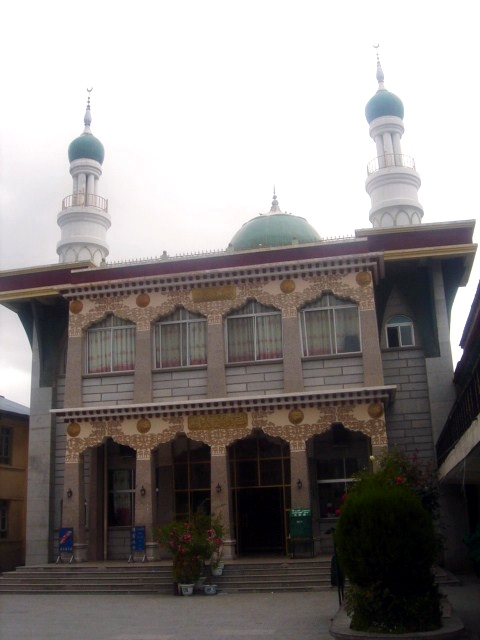
مسجد لاسا الكبير

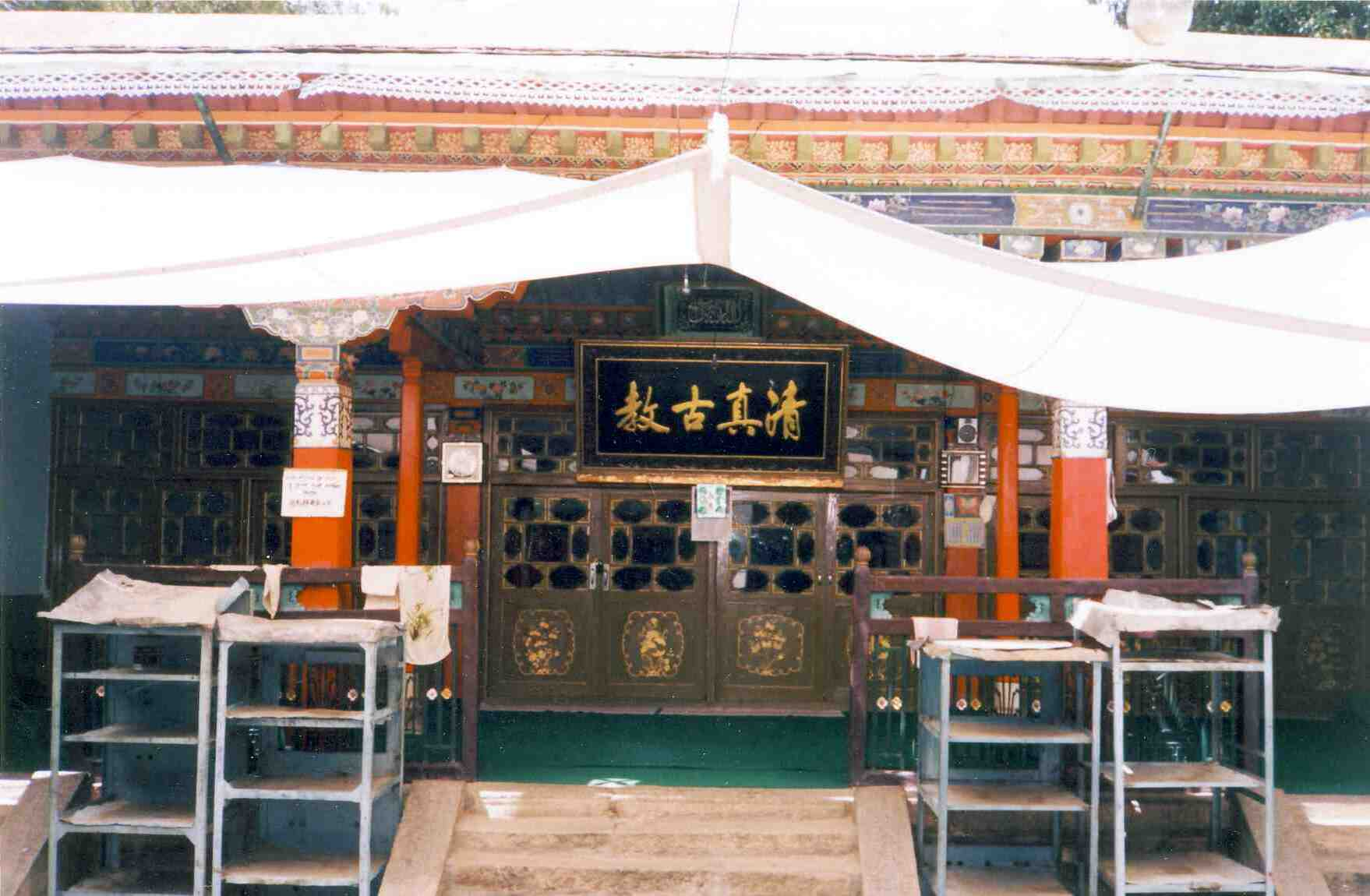
مدخل المسجد القديم في لاسا (1993)

الإسلام في التبت وصلها الإسلام عن طريق جيرانها، وسلك إليها من تركستان الشرقية، وامتد من وسط آسيا، كما وصلها الإسلام عن طريق جارتها الغربية كشمير. وقيل أن أحد ملوك التبت أسلم في خلافة المأمون العباسي، وكانت هناك جهود لبث الدعوة الإسلامية إلى التبت عن طريق وسط آسيا. أما المحور الفعال في نقل الإسلام إلى أهل التبت، فتمثل عن طريق كشمير بعد أن خضع شمال الهند للنفود الإسلامي، ووصل الدعاة المسلمون إلى التبت من كشمير وخراسان ووسط آسيا، وعندما خضعت الهند لسيطرة الاحتلال البريطاني وقضت على الحكم الإسلامي بالهند، شجع هذا نفوذ الديانات الوثنية بالتبت. وقد شق الإسلام طريقة من التبت إلى الولايات الصينية المجاورة، وعندما استولى الشيوعيون على حكم الصين ضموا التبت إليهم، فظهرت اضطرابات في التبت شارك فيها المسلمون ومات الآلاف نتيجة بطش الشيوعيين الصنيين.
في ولاية لداخ عدد من المولدين يطلق عليهم الأرغونيين من أمهات تبيتيات وآباء مسلمين من التجار الذين قدموا إلى هذه المنطقة وتزوجوا من نساء التبت بعد إقناعهن بالإسلام، وهؤلاء جميعاً مسلمون. يعيش المسلمون في مدن تشاتلور، وريكاميه، ونتشوى، وتسدانغ، ويوجد في العاصمة مسجدين وشيد أحدهما منذ أكثر من 800 سنة وجدد في سنة 1959 وذلك عقب حريق، وهناك بعض المدارس الملحقة بالمساجد.

## التاريخ
بدأت الاتصالات الأولى بين التبت والعالم الإسلامي في منتصف القرن الثامن تقريبًا عندما نمت من مزيج من التجارة عبر طريق الحرير والوجود العسكري للقوات الإسلامية في وادي فرغانة. على الرغم من المعرفة الغامضة التي كان لدى العالم الإسلامي حول التبت، كانت هناك بعض الأعمال الإسلامية المبكرة التي تذكر التبت. أحد هذه المصادر هو عمل من تأليف أبي سعيد الجرديزي بعنوان زين الأخبار. يذكر فيه البيئة والأصل الخيالي للتبتيين (من خلال الهيماريين)، والموارد الرئيسية (مثل المسك) ووصف طرق التجارة من وإلى التبت. مصدر آخر هو «حدود العالم» كتبه كاتب مجهول في عام 982 أو 983 في أفغانستان، يحتوي بشكل أساسي على الجغرافيا والسياسة ووصف موجز للمناطق والمدن والبلدات التبتية والمحليات الأخرى. هذا المصدر فيه أول إشارة مباشرة إلى وجود المسلمين في التبت بالقول أن مدينة لاسا فيها مسجد واحد وعدد قليل من السكان المسلمين.
جلبت التجارة الواسعة مع كشمير ولداخ وبالتستان المسلمين إلى التبت خاصة بعد تبني الإسلام أو تواجده المتزايد في هذه المناطق بدءًا من القرن الرابع عشر. استمر النمو المستمر للمسلمين نتيجة لتأثير معاهدة التبت-لداخ في عام 1684 التي سمحت فيها حكومة التبت للبعثات التجارية من لداخ بدخول لاسا كل ثلاث سنوات. انضم العديد من المسلمين الكشميريين واللداخيين إلى هذه البعثات مع بعض الاستقرار في التبت.
في عهد الدالاي لوزانغ غياتسو (1617-1682)، استقرت جالية مسلمة دائمة في التبت. سمح لهم بانتخاب مجلس نوابهم الخاص، وتسوية الخلافات القانونية لمجموعتهم وفق الشريعة الإسلامية، وتم التبرع ببعض الأراضي لهم لبناء مسجد قريب من لاسا.
تدفق عدد كبير من المسلمين الكشميريين في نيبال (كان لديهم في الأصل اتصالات تجارية مع أقاربهم في التبت) فروا إلى التبت بدءًا من عام 1769 نتيجة لغزو بريتفي نارايان شاه لوادي كاتماندو. في وقت مبكر من القرن السابع عشر، بدأ نينغشيا وغيرها من شمال غرب هوي (المسلمون الصينيون) في الاستقرار في المناطق الشرقية من التبت (كما هو الحال في أمدو). تزاوجوا مع التبتيين المحليين واستمروا في إجراء اتصالات تجارية مكثفة مع مسلمين آخرين داخل الصين.
بدأت موجة جديدة أخرى من المستوطنين المسلمين الجدد بعد غزو دوجرا للتبت عام 1841. بقيت العديد من القوات الكشميرية واللاداخية المسلمة (الذين تم أخذهم كسجناء عند قتالهم ضد جيش دوجرا) مستقرين في التبت. كما استقر عدد قليل من الهندوس دوجراس في التبت وتحولوا بعد ذلك إلى الإسلام.
بعد سيطرة الصين على التبت عام 1950، واجه مسلمو التبت اضطهادًا وحشيًا مثل إخوانهم البوذيين. منذ ذلك الحين استقر المسلمون الصينيون (إلى جانب الهان وغيرهم) في التبت. صنفت الحكومة الصينية مسلمي التبت على أنهم من الهوي. ومع ذلك، غالبًا ما يطلق على المسلمين التبتيين اسم زانغ هوي حيث يتحدثون اللغة التبتية ولديهم ثقافة مادية متطابقة تقريبًا مع نظرائهم البوذيين. يعتبر التبت الهوي في لاسا (على عكس المسلمين التبتيين الآخرين الذين يعيشون في مكان آخر) أنفسهم مختلفين تمامًا عن المسلمين الصينيين وأحيانًا يتزوجون مع التبتيين الآخرين (بما في ذلك البوذيين) بدلاً من إخوانهم المسلمين من الصين.

## ثورات مسلمي التبت
نتيجة للبطش الشيوعي الذي تعرض له المسلمون قاموا بثورة ضد الحكم الشيوعي الذي احتل بلادهم وضمها إلى الصين عرفت الثورة باسم انتفاضة التبت 1959 قتل خلالها ست وثمانون ألف شخص تبتي معظمهم من المدنيين.
بعد اثني عشر عاما ونتيجة للتهميش الذي يتلقاه مسلمو التبت من الحكومة الصينية قام التبتيون بثورة ثانية في عام 2007 مطالبين بتحسين أوضاعهم ومنحهم حقوقهم فقامت الحكومة الصينية بإيقافهم مستخدمة القوة في ذلك.

## الدعوة في تشينغهاي
تم نشر الإسلام من قبل شعب سالار إلى تبتيي كارغان. بعض التبتيين في تشينغهاي الذين اعتنقوا الإسلام يعتبرون الآن من أبناء الهوي.

## شعب بالتي
إن (شعب بالتي) في بلتستان الباكستانية وكرغيل في الهند هم أحفاد البوذيين التبتيين الذين تحولوا إلى طائفة نوربكشيا الإسلامية. مع مرور الوقت تحول عدد كبير إلى الإسلام الشيعي، وتحول عدد قليل إلى الإسلام السني. لغتهم البلتية قديمة للغاية ومحافظة وأقرب إلى التبتية الكلاسيكية من اللغات التبتية الأخرى.

## المصدر
- الأقليات المسلمة في آسيا وأستراليا – سيد عبد المجيد بكر.